# 제주 무태장어 서식지
제주 무태장어 서식지(濟州 무태장어 棲息地)는 대한민국 제주특별자치도 서귀포시 서홍동에 있는 무태장어 서식지이다. 1962년 12월 7일 대한민국의 천연기념물 제27호 '제주도 무태장어 서식지'로 지정되었다가, 2008년 현재의 명칭으로 변경되었다.

## 개요
무태장어는 뱀장어과에 속하는 열대성물고기로서 아프리카 동부에서 남태평양, 동남아시아, 중국 등에 걸쳐 널리 분포하며, 우리나라의 제주도는 일본의 나가사키와 함께 무태장어가 살 수 있는 북쪽 한계지역이다. 몸길이가 2m까지 자라는 큰 물고기로 몸은 황갈색 내지 암청색이며 배는 담색이다. 뱀장어와 비슷하나 암갈색 구름모양의 무늬와 작은 반점이 몸과 지느러미에 있기 때문에 쉽게 구별할 수 있다. 민물에서 5∼8년간 서식하다가 깊은 바다로 내려가 알을 낳는다.
제주도 무태장어 서식지는 현재 각종 개발과 공사로 인한 수질오염과 자연환경파괴로 인해 무태장어의 먹이가 되는 수생 곤충이나 작은 물고기가 줄어들고 있고 천지연 부근 바다의 환경이 나빠지고 있어 무태장어가 천지연 쪽으로 이동하는데 방해가 되고 있다.

## 같이 보기
- 무태장어

## 참고 자료
- 제주 무태장어 서식지 - 국가유산청 국가유산포털